# Alligatoah/Diskografie
Diese Diskografie ist eine Übersicht über die musikalischen Werke des deutschen Musikers Alligatoah. Den Schallplattenauszeichnungen zufolge hat er bisher mehr als 3,1 Millionen Tonträger verkauft. Seine erfolgreichste Veröffentlichung ist die Single Willst du mit über einer Million verkauften Einheiten.

## Alben

### Studioalben

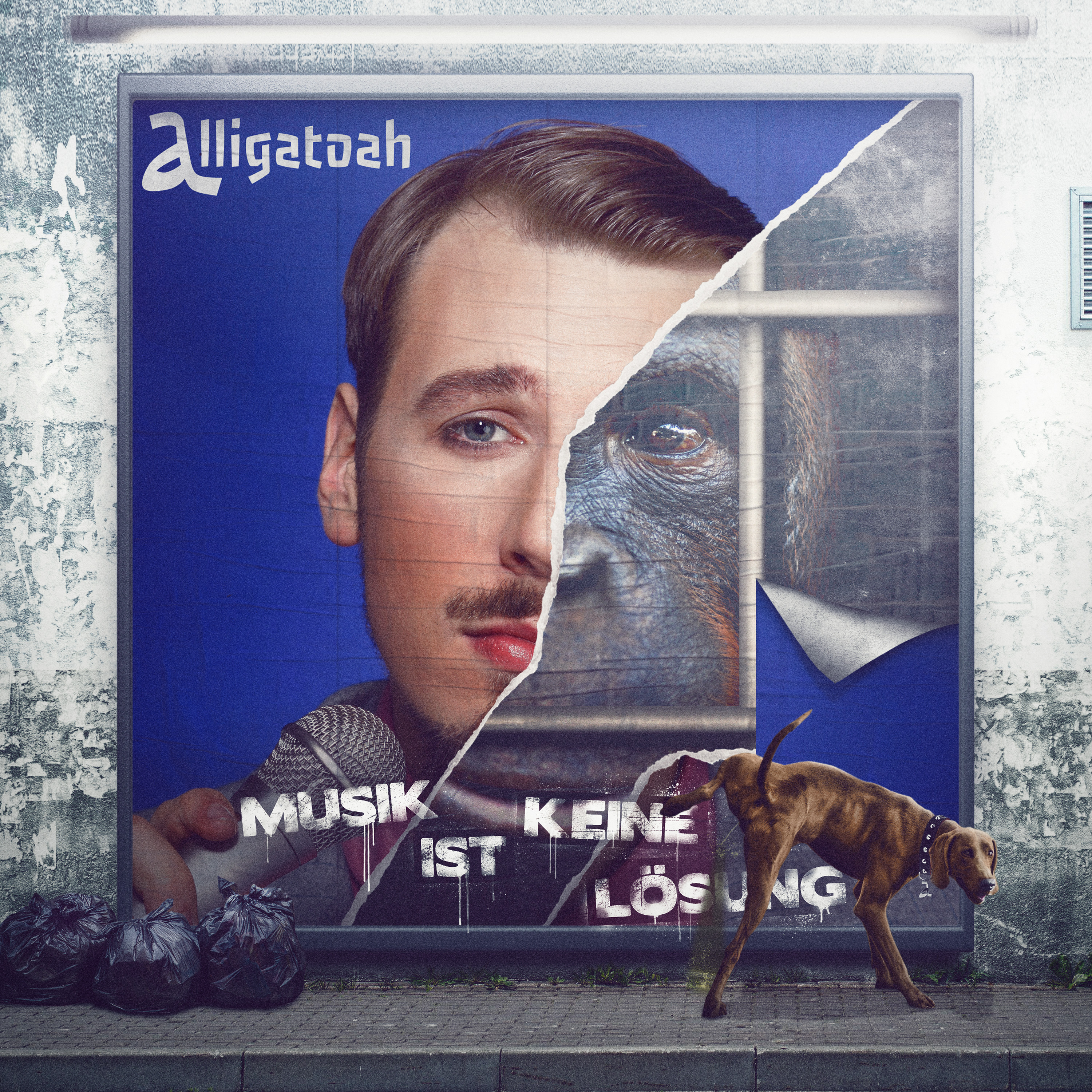
Cover des Albums „Musik ist keine Lösung“

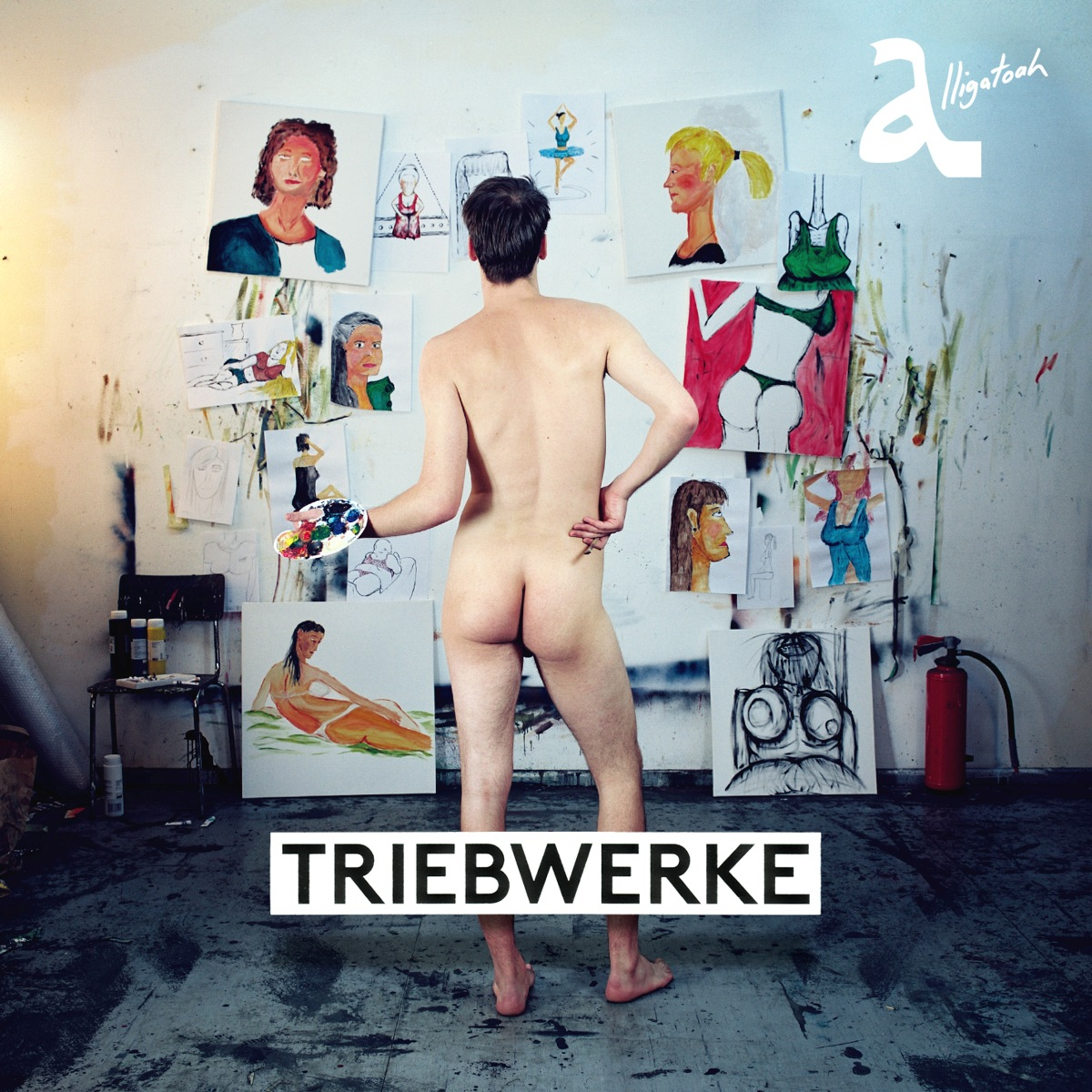
Cover des Albums „Triebwerke“

| Jahr | Titel                      | Höchstplatzierung, Gesamtwochen, AuszeichnungChartplatzierungen (Jahr, Titel, Platzierungen, Wochen, Auszeichnungen, Anmerkungen) | Höchstplatzierung, Gesamtwochen, AuszeichnungChartplatzierungen (Jahr, Titel, Platzierungen, Wochen, Auszeichnungen, Anmerkungen) | Höchstplatzierung, Gesamtwochen, AuszeichnungChartplatzierungen (Jahr, Titel, Platzierungen, Wochen, Auszeichnungen, Anmerkungen) | Anmerkungen                                                 |
| Jahr | Titel                      | DE | AT | CH | Anmerkungen                                                 |
| ---- | -------------------------- | --- | --- | --- | ----------------------------------------------------------- |
| 2006 | Attntaat                   | — | — | — | Erstveröffentlichung: 11. August 2006                       |
| 2008 | In Gottes Namen            | DE77 (1 Wo.)DE | — | — | Erstveröffentlichung: 19. Dezember 2008                     |
| 2013 | Triebwerke                 | DE1 Platin · (47 Wo.)DE | AT3 (7 Wo.)AT | CH27 (2 Wo.)CH | Erstveröffentlichung: 2. August 2013 Verkäufe: + 200.000    |
| 2015 | Musik ist keine Lösung     | DE3 Platin · (53 Wo.)DE | AT5 (17 Wo.)AT | CH14 (2 Wo.)CH | Erstveröffentlichung: 27. November 2015 Verkäufe: + 200.000 |
| 2018 | Schlaftabletten, Rotwein V | DE1 (23 Wo.)DE | AT2 (6 Wo.)AT | CH13 (2 Wo.)CH | Erstveröffentlichung: 14. September 2018                    |
| 2022 | Rotz & Wasser              | DE2 (27 Wo.)DE | AT4 (13 Wo.)AT | CH18 (3 Wo.)CH | Erstveröffentlichung: 25. März 2022                         |
| 2024 | off                        | DE1 (7 Wo.)DE | AT1 (6 Wo.)AT | CH3 (1 Wo.)CH | Erstveröffentlichung: 22. März 2024                         |

### Livealben
- 2015: Festivalgesocks

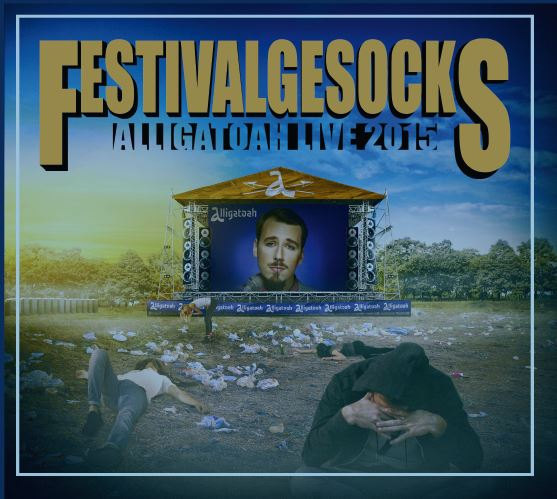
Cover des Live-Albums Festivalgesocks.

- 2016: Livemusik ist keine Lösung [DVD/CD]
- 2018: Das Savannen-Konzert (StRw-V-Releaseshow in Kenia) (Exklusiv auf Apple Music)

### Kompilationen
- 2016: 10 Jahre Alligatoah

### Mixtapes
| Jahr | Titel                             | Höchstplatzierung, Gesamtwochen, AuszeichnungChartplatzierungen (Jahr, Titel, Platzierungen, Wochen, Auszeichnungen, Anmerkungen) | Höchstplatzierung, Gesamtwochen, AuszeichnungChartplatzierungen (Jahr, Titel, Platzierungen, Wochen, Auszeichnungen, Anmerkungen) | Höchstplatzierung, Gesamtwochen, AuszeichnungChartplatzierungen (Jahr, Titel, Platzierungen, Wochen, Auszeichnungen, Anmerkungen) | Anmerkungen                            |
| Jahr | Titel                             | DE | AT | CH | Anmerkungen                            |
| ---- | --------------------------------- | --- | --- | --- | -------------------------------------- |
| 2011 | Schlaftabletten, Rotwein Teil III | DE73 (1 Wo.)DE | — | — | Erstveröffentlichung: 25. Februar 2011 |

Weitere Mixtapes
- 2006: Schlaftabletten, Rotwein Teil I
- 2007: Schlaftabletten, Rotwein Teil II
- 2011: Schlaftabletten, Rotwein Teil IV (gesammelte Werke von 2008 bis 2011)

### EPs
- 2007: Goldfieber (Soundtrack)
- 2013: Überstunden
- 2013: Stromausfall
- 2015: Straßenmusik ist auch keine Lösung
- 2018: Fremde Zungen (Coveralbum)

## Singles

### Als Leadmusiker

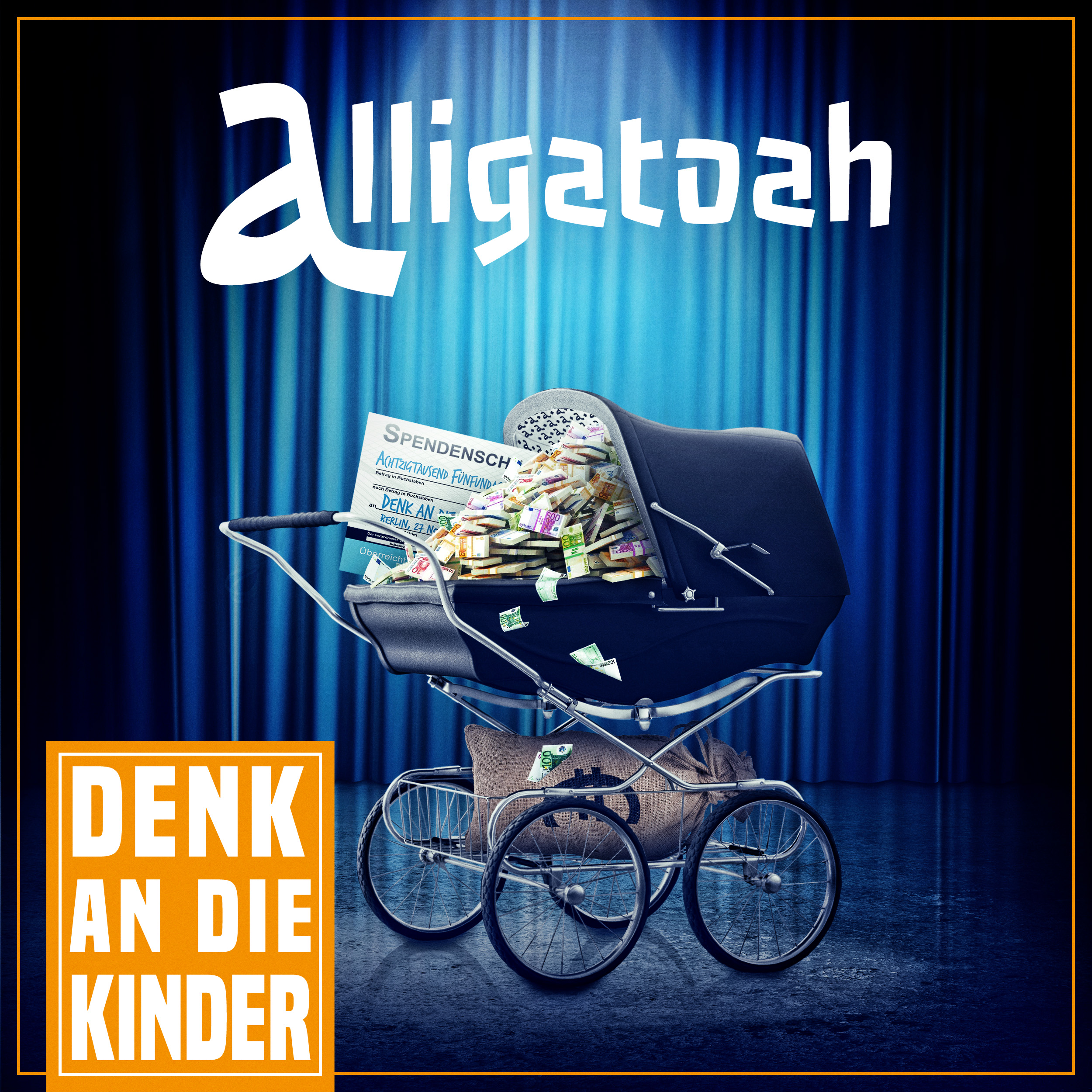
Cover der Single Denk an die Kinder.

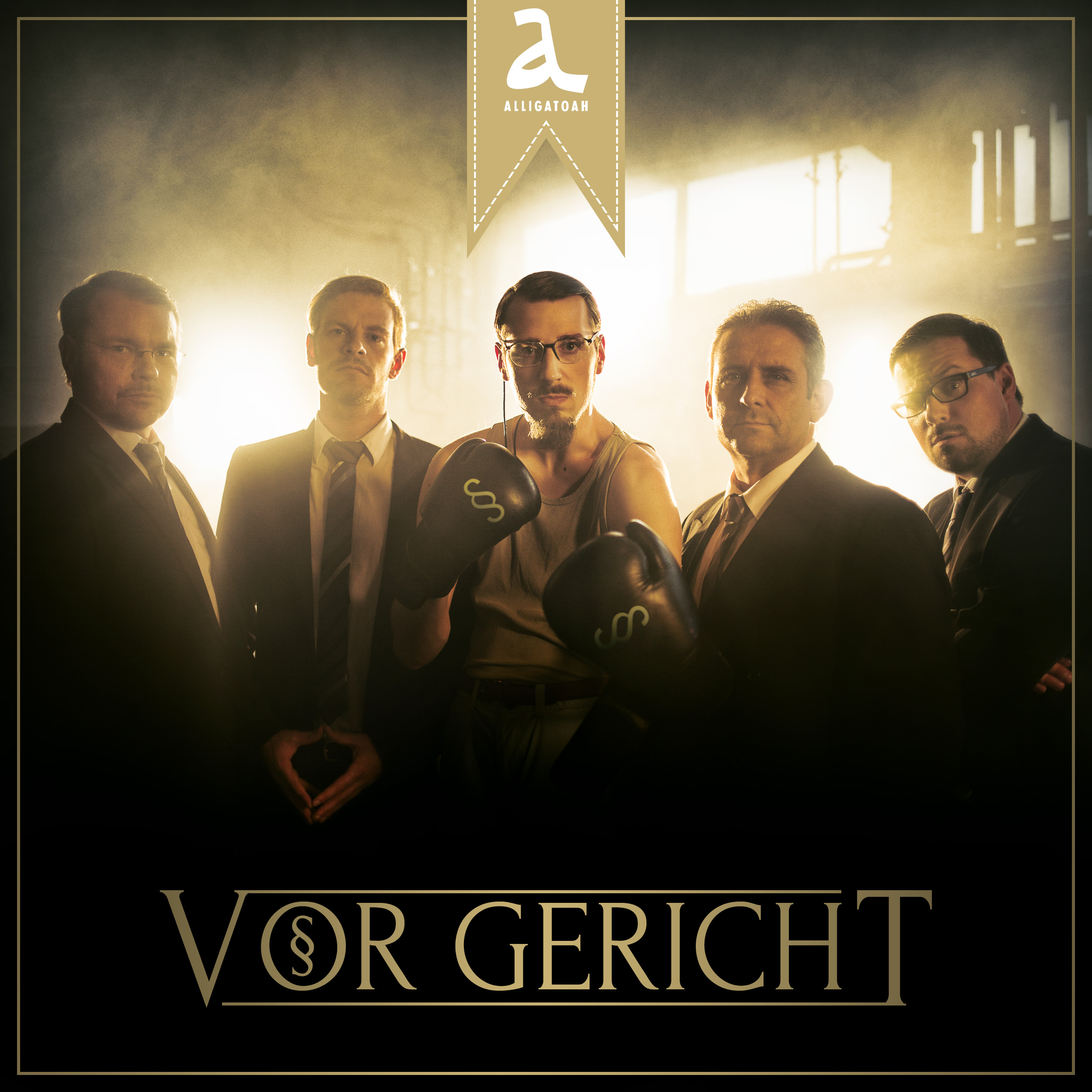
Cover der Single Vor Gericht.

| Jahr | Titel Album                                        | Höchstplatzierung, Gesamtwochen, AuszeichnungChartplatzierungen (Jahr, Titel, Album, Platzierungen, Wochen, Auszeichnungen, Anmerkungen) | Höchstplatzierung, Gesamtwochen, AuszeichnungChartplatzierungen (Jahr, Titel, Album, Platzierungen, Wochen, Auszeichnungen, Anmerkungen) | Höchstplatzierung, Gesamtwochen, AuszeichnungChartplatzierungen (Jahr, Titel, Album, Platzierungen, Wochen, Auszeichnungen, Anmerkungen) | Anmerkungen                                                          |
| Jahr | Titel Album                                        | DE | AT | CH | Anmerkungen                                                          |
| --- | -------------------------------------------------- | --- | --- | --- | -------------------------------------------------------------------- |
| 2013 | Trauerfeier Lied Triebwerke                        | DE69 Gold · (9 Wo.)DE | — | — | Erstveröffentlichung: 2. August 2013 Verkäufe: + 150.000             |
| 2013 | Willst du Triebwerke                               | DE14 Diamant · (62 Wo.)DE | AT20 Gold · (34 Wo.)AT | — | Erstveröffentlichung: 16. August 2013 Verkäufe: + 1.015.000          |
| 2014 | Willst du Prayer                                   | DE35 (10 Wo.)DE | AT42 (4 Wo.)AT | CH47 (4 Wo.)CH | Erstveröffentlichung: 5. September 2014 mit Robin Schulz             |
| 2015 | Denk an die Kinder Musik ist keine Lösung          | DE38 (8 Wo.)DE | — | — | Erstveröffentlichung: 13. November 2015                              |
| 2018 | Alli-Alligatoah Schlaftabletten, Rotwein V         | DE85 (1 Wo.)DE | — | — | Erstveröffentlichung: 29. Juni 2018                                  |
| 2019 | Nicht wecken (Heute) –                             | DE83 (1 Wo.)DE | — | — | Erstveröffentlichung: 11. Januar 2019                                |
| 2020 | Monet –                                            | DE9 Gold · (16 Wo.)DE | AT29 (3 Wo.)AT | CH74 (1 Wo.)CH | Erstveröffentlichung: 16. Oktober 2020 Verkäufe: + 300.000; mit Sido |
| 2021 | Mit dir schlafen Rotz & Wasser                     | DE67 (2 Wo.)DE | — | — | Erstveröffentlichung: 25. Juni 2021 feat. Esther Graf                |
| 2021 | Nebenjob Rotz & Wasser                             | DE44 (1 Wo.)DE | — | — | Erstveröffentlichung: 3. September 2021                              |
| 2021 | Stay in Touch Rotz & Wasser                        | DE71 (1 Wo.)DE | — | — | Erstveröffentlichung: 15. Oktober 2021                               |
| 2022 | Nachbeben Rotz & Wasser                            | DE24 (4 Wo.)DE | AT49 (1 Wo.)AT | — | Erstveröffentlichung: 7. Januar 2022                                 |
| 2022 | Nicht adoptiert Rotz & Wasser                      | DE53 (1 Wo.)DE | — | — | Erstveröffentlichung: 11. März 2022                                  |
| 2023 | So raus Off                                        | DE43 (1 Wo.)DE | — | — | Erstveröffentlichung: 3. Dezember 2023 feat. Fred Durst              |
| 2024 | Daylight Off                                       | DE— aDE | — | — | Erstveröffentlichung: 12. Januar 2024 Original: No Angels            |
| 2024 | Scheißdreck Off                                    | DE— bDE | — | — | Erstveröffentlichung: 23. Februar 2024                               |
| 2024 | Ich ich ich Off                                    | DE— cDE | — | — | Erstveröffentlichung: 8. März 2024                                   |
| 2024 | Partner in Crime Off                               | DE48 (2 Wo.)DE | — | — | Erstveröffentlichung: 22. März 2024 feat. Tarek K.I.Z                |
| Folgende Lieder erschienen nicht als Single, wurden aber durch das Album zum Download und Streaming bereitgestellt und konnten somit eine Platzierung erlangen: |                                                    | | | |                                                                      |
| |                                                    | | | |                                                                      |
| 2013 | Trostpreis Triebwerke                              | DE— GoldDE | — | — | Verkäufe: + 150.000                                                  |
| 2015 | Du bist schön Musik ist keine Lösung               | DE50 Platin · (21 Wo.)DE | — | — | Charteinstieg: 4. Dezember 2015 Verkäufe: + 600.000                  |
| 2015 | Vor Gericht Musik ist keine Lösung                 | DE59 (2 Wo.)DE | — | — | Charteinstieg: 4. Dezember 2015                                      |
| 2015 | Lass liegen Musik ist keine Lösung                 | DE74 (2 Wo.)DE | — | — | Charteinstieg: 4. Dezember 2015                                      |
| 2015 | Teamgeist Musik ist keine Lösung                   | DE79 (1 Wo.)DE | — | — | Charteinstieg: 4. Dezember 2015                                      |
| 2015 | Musik ist keine Lösung                             | DE82 (1 Wo.)DE | — | — | Charteinstieg: 4. Dezember 2015                                      |
| 2015 | Gute Bekannte Musik ist keine Lösung               | DE91 (1 Wo.)DE | — | — | Charteinstieg: 4. Dezember 2015                                      |
| 2018 | Ein Problem mit Alkohol Schlaftabletten, Rotwein V | DE92 (1 Wo.)DE | — | — | Charteinstieg: 21. September 2018                                    |
| 2018 | Beinebrechen Schlaftabletten, Rotwein V            | DE93 (1 Wo.)DE | — | — | Charteinstieg: 21. September 2018 feat. Felix Brummer                |
| 2022 | Fuck Rock’n’Roll Rotz & Wasser                     | DE83 (1 Wo.)DE | — | — | Charteinstieg: 1. April 2022                                         |

Weitere Singles
- 2013: Narben (DE: Gold)
- 2016: Mein Gott hat den Längsten (Live)
- 2018: Wie Zuhause
- 2018: Meine Hoe
- 2018: Wo kann man das kaufen
- 2018: I Need a Face
- 2019: Lungenflügel
- 2020: Merch
- 2023: Trauerfeier Lied (Orchester)
- 2024: Küssen
- 2024: Der Hugenottenfriedhof (feat. Wolf Biermann)
- 2024: Musik (feat. Alexander Marcus)

### Als Gastmusiker
| Jahr | Titel Album                       | Höchstplatzierung, Gesamtwochen, AuszeichnungChartplatzierungen (Jahr, Titel, Album, Platzierungen, Wochen, Auszeichnungen, Anmerkungen) | Höchstplatzierung, Gesamtwochen, AuszeichnungChartplatzierungen (Jahr, Titel, Album, Platzierungen, Wochen, Auszeichnungen, Anmerkungen) | Höchstplatzierung, Gesamtwochen, AuszeichnungChartplatzierungen (Jahr, Titel, Album, Platzierungen, Wochen, Auszeichnungen, Anmerkungen) | Anmerkungen                                                                  |
| Jahr | Titel Album                       | DE | AT | CH | Anmerkungen                                                                  |
| --- | --------------------------------- | --- | --- | --- | ---------------------------------------------------------------------------- |
| 2021 | Keine bösen Wörter Rummelbums     | DE83 (1 Wo.)DE | — | — | Erstveröffentlichung: 9. April 2021 Finch feat. Alligatoah                   |
| Folgende Lieder erschienen nicht als Single, wurden aber durch das Album zum Download und Streaming bereitgestellt und konnten somit eine Platzierung erlangen: |                                   | | | |                                                                              |
| |                                   | | | |                                                                              |
| 2014 | Irgendwo in Vegas Boomshakkalakka | DE65 Gold · (2 Wo.)DE | — | — | Charteinstieg: 10. Oktober 2014 Verkäufe: + 200.000; 257ers feat. Alligatoah |

Weitere Gastbeiträge
- 2015: Schlaflos in Guantanamo (Timi Hendrix feat. Alligatoah)
- 2016: Sag nichts Falsches (Brkn feat. Alligatoah)
- 2019: Wie Zuhause (MTV Unplugged) (Santiano feat. Alligatoah)
- 2020: Beten & Beißen (Dazzle feat. Alligatoah)
- 2020: Flugblätter (Lazy Lizzard Gang feat. Alligatoah)
- 2022: Wo bist du? (Swiss feat. Alligatoah)
- 2022: Internet (Klan feat. Alligatoah)
- 2023: Salzwasser (Bosse feat. Alligatoah)
- 2024: Willst du (Achtabahn Remix)
- 2024: Du bist schön (Remix) (Noisetime feat. Nikster und Alligatoah)
- 2024: Freitag (The Butcher Sisters feat. Alligatoah)
- 2024: WZF?! 2.4 (Das Lumpenpack feat. Alligatoah)

## Videoalben und Musikvideos

### Videoalben
| Jahr | Titel                                    | Höchstplatzierung, Gesamtwochen, AuszeichnungChartplatzierungen (Jahr, Titel, Platzierungen, Wochen, Auszeichnungen, Anmerkungen) | Höchstplatzierung, Gesamtwochen, AuszeichnungChartplatzierungen (Jahr, Titel, Platzierungen, Wochen, Auszeichnungen, Anmerkungen) | Höchstplatzierung, Gesamtwochen, AuszeichnungChartplatzierungen (Jahr, Titel, Platzierungen, Wochen, Auszeichnungen, Anmerkungen) | Anmerkungen                           |
| Jahr | Titel                                    | DE | AT | CH | Anmerkungen                           |
| ---- | ---------------------------------------- | --- | --- | --- | ------------------------------------- |
| 2015 | Reise nach Jerusalem – Live & unbestuhlt | DE52 (1 Wo.)DE | — | — | Erstveröffentlichung: 16. Januar 2015 |

### Musikvideos
| - 2006: Terrorist 06 - 2006: Terrorist 06 Freistil - 2006: Counterstrike Song - 2008: Raubkopierah - 2008: Mein Gott hat den Längsten - 2009: Teufelskreis - 2010: Namen machen - 2010: Meine Band - 2011: VBT Halbfinale (mit Weekend) - 2012: New Kids on the Blech (FSK 18) (mit Trailerpark) - 2012: New Kids on the Blech (FSK 0) (mit Trailerpark) - 2012: Fledermausland (mit Trailerpark) - 2012: Crackstreet Boys 2 (Snippet) (mit Trailerpark) - 2012: Selbstbefriedigung (mit Trailerpark) - 2012: Superstars (3D) (mit Trailerpark) - 2012: Schlechter Tag (mit Trailerpark) - 2012: Fahrerflucht (3D) - 2012: VBT Splash! Halbfinale (mit Trailerpark & Battleboi Basti) - 2012: Über alle Berge (mit 257ers) - 2013: Überstunden (Teil 1 – 12) - 2013: Narben - 2013: Amnesie - 2013: Wer weiß (3D) - 2013: Willst du - 2013: Trauerfeier Lied - 2014: Fick ihn doch - 2014: M.A.C.H. (Snippet) (mit Mach One & Nico von K.I.Z) - 2014: Willst du (mit Robin Schulz) - 2014: Bleib in der Schule (mit Trailerpark) - 2014: Dicks sucken (mit Trailerpark) - 2014: Poo Tang Clan (mit Trailerpark) - 2014: Sexualethisch desorientiert (mit Trailerpark) - 2014: Falsche Band (mit Trailerpark) - 2014: Es ist an der Zeit - 2015: Hitler töten (mit Sudden) | - 2015: Neongrüner Auswurf (mit Trailerpark) - 2015: Ich will noch nicht nach Haus! (mit Trailerpark & SDP) - 2014: Stimmenbruch (Snippet) (mit Battleboi Basti) - 2015: Vor Gericht - 2015: Lass liegen - 2015: Denk an die Kinder - 2016: Du bist schön - 2016: Musik ist keine Lösung - 2017: Armut treibt Jugendliche in die Popmusik (mit Trailerpark) - 2017: Endlich normale Leute (mit Trailerpark) - 2017: TP4L (mit Trailerpark) - 2018: Alli-Alligatoah - 2018: Wie Zuhause - 2018: Wo kann man das kaufen - 2018: Duality (Slipknot-Cover) - 2018: I Need A Face - 2018: Leb (3.-Generation-Cover) - 2019: Die grüne Regenrinne - 2019: Lungenflügel - 2020: Beten & Beißen (Dazzle feat. Alligatoah) - 2020: Monet (mit Sido) - 2021: Keine bösen Wörter (Finch feat. Alligatoah) - 2021: Mit dir schlafen (mit Esther Graf) - 2021: Nebenjob - 2021: Stay in Touch - 2022: Nachbeben - 2022: Nicht adoptiert - 2022: Fuck Rock’n’Roll - 2022: Verloren - 2023: So raus (mit Fred Durst) - 2024: Scheissdreck / Küssen / Ich Ich Ich - 2024: Partner in Crime (mit Tarek K.I.Z) - 2024: Musik (mit Alexander Marcus) |

## Produktionen
- 2023: Unique (Yu, produziert von Alligatoah)
- 2024: Nazis erschiessen (Yu, co-produziert von Alligatoah)
- 2024: Scheisse kommt – Scheisse geht (Hämatom, Gitarrensolo von Alligatoah)

## Statistik

### Chartauswertung
|                     | DE    | AT    | CH    |
| ------------------- | ----- | ----- | ----- |
| Nummer-eins-Alben   | DE3DE | AT1AT | CH—CH |
| Top-10-Alben        | DE5DE | AT5AT | CH1CH |
| Alben in den Charts | DE8DE | AT5AT | CH5CH |

|                       | DE     | AT    | CH    |
| --------------------- | ------ | ----- | ----- |
| Nummer-eins-Singles   | DE—DE  | AT—AT | CH—CH |
| Top-10-Singles        | DE1DE  | AT—AT | CH—CH |
| Singles in den Charts | DE25DE | AT4AT | CH2CH |

### Auszeichnungen für Musikverkäufe
Anmerkung: Auszeichnungen in Ländern aus den Charttabellen bzw. Chartboxen sind in ebendiesen zu finden.
| Land/RegionAuszeichnungen für Musikverkäufe (Land/Region, Auszeichnungen, Verkäufe, Quellen) | Gold     | Platin     | Diamant  | Verkäufe  | Quellen           |
| -------------------------------------------------------------------------------------------- | -------- | ---------- | -------- | --------- | ----------------- |
| Deutschland (BVMI)                                                                           | 6× Gold6 | 3× Platin3 | Diamant1 | 3.100.000 | musikindustrie.de |
| Österreich (IFPI)                                                                            | Gold1    | —          | —        | 15.000    | ifpi.at           |
| Insgesamt                                                                                    | 7× Gold7 | 3× Platin3 | Diamant1 |           |                   |